# IC 1424
IC 1424 — галактика типу * (зірка) у сузір'ї Пегас.
Цей об'єкт міститься в оригінальній редакції індексного каталогу.